# Йохан IV фон Саксония-Лауенбург
Йохан IV (на немски: Johan IV; † 1414) от род Аскани, е от 1401 до 1414 г. херцог на Саксония-Лауенбург.

## Живот
Той е вторият син на херцог Ерих IV (1354 – 1411) и София фон Брауншвайг-Люнебург (1358 – 1416), дъщеря на херцог Магнус II от Брауншвайг-Люнебург от род Велфи и Катарина фон Анхалт-Бернбург.
Йохан IV участва в управлението заедно с баща си. След смъртта на баща му през 1411 г. той управлява херцогството заедно с по-големия му брат Ерих V.
Йохан IV умира през 1414 г. бездетен.